# Nelly & Nadine
Nelly & Nadine (alternativer Titel: Nelly & Nadine – Eine wahrhaft unglaubliche Liebesgeschichte) ist ein Dokumentarfilm von Magnus Gertten aus dem Jahr 2022. Es handelt sich um den letzten Teil einer Trilogie des schwedischen Regisseurs. Erzählt wird vom Leben der beiden Titelheldinnen, Nelly Mousset-Vos und Nadine Hwang, die sich während des Zweiten Weltkriegs als Häftlinge des KZ Ravensbrück kennen und lieben lernten. Nellys Enkelin begibt sich Jahrzehnte später auf Spurensuche nach der Beziehung zwischen den beiden Frauen, die lange Zeit ein Geheimnis blieb.
Die Weltpremiere der internationalen Koproduktion zwischen Schweden, Belgien und Norwegen fand im Februar 2022 bei den 72. Internationalen Filmfestspielen Berlin statt. Der Kinostart in Deutschland war am 24. November 2022.

## Inhalt
Das KZ Ravensbrück, im Jahr 1944: An Weihnachten wird die belgische Opernsängerin und KZ-Insassin Nelly Mousset-Vos darum gebeten, Weihnachtslieder in den französischen Unterkünften vorzutragen. Unter ihren Zuhörerinnen ist auch Nadine Hwang, die sie darum bittet, etwas aus der Oper Madama Butterfly zu interpretieren. Nach anfänglichem Zögern singt Nelly die Arie Un bel di vedremo, die vom Warten auf eine geliebte Person handelt. Daraufhin macht Nadine ihr ein Kompliment und küsst Nelly.
Nelly und Nadine werden ein Liebespaar und verbringen so viel Zeit wie möglich zusammen. Zwar werden sie nach zwei Monaten getrennt, als Nelly in ein anderes KZ verlegt wird, doch finden die beiden wieder zueinander. Die beiden Frauen überleben den Krieg und beschließen, ihr Leben lang zusammen zu bleiben. Ihre lesbische Beziehung verheimlichen sie selbst vor engen Familienmitgliedern. Nelly und Nadine entschließen sich später dazu, nach Venezuela zu emigrieren, um freier leben zu können. Dort geben sie sich als Cousinen aus. Anfang der 1970er-Jahre kehren sie nach Europa zurück und verbringen ihre letzten Lebensjahre in Brüssel.
Jahrzehnte später begibt sich Nellys Enkelin Sylvie auf Spurensuche nach dem Paar. Mit Hilfe der persönlichen Habseligkeiten der beiden Frauen, die aus Fotos, Liebesbriefen, Filmaufnahmen und einem Tagebuch Nellys bestehen, kann Sylvie ihre Geschichte rekonstruieren. Vor allem die Tagebucheinträge gewähren einen persönlichen Einblick in Nellys Seelenleben. Themen des Films sind somit Familiengeheimnisse, das Überleben und nicht zuletzt die gewaltige Macht der Liebe. Sylvies erdverbundenes Leben auf einem Bauernhof in Nordfrankreich zusammen mit ihrem Mann stellt einen Kontrapunkt zu Nellys wechselvollem Dasein dar.

## Entstehungsgeschichte
Nelly & Nadine ist die 17. Regiearbeit des auf Dokumentarfilme spezialisierten Schweden Magnus Gertten. Die auf Archivmaterialien basierende Regiearbeit stellt den letzten Teil seiner „28.-April-Trilogie“ dar. Nach ihrer Befreiung aus dem Konzentrationslager wurde Nadine Hwang mit Tausenden von weiteren Überlebenden nach Schweden evakuiert. Ihre Ankunft am 28. April 1945 im Hafen von Malmö wurde von Nachrichtenfotografen dokumentiert, es existiert ein Schwarz-Weiß-Film von diesem Ereignis. Das Datum ist titelgebend für Gerttens Trilogie. Im Jahr 2007 stieß er auf die Aufnahmen und beschloss, den biografischen Hintergrund der abgebildeten Personen zu recherchieren. Daraus resultierten auch die ersten beiden Teile Harbour of Hope (Hoppets hamn, 2011) und Every Face Has a Name (2015).
Sylvie, die auf einem Bauernhof in Nordfrankreich lebt, sah Gerttens Arbeiten und nahm daraufhin Kontakt mit ihm auf. Bevor sie sich zur Zusammenarbeit mit Gertten entschloss, hatte sie das Vermächtnis ihrer Großmutter nicht gesichtet; die Angst vor der Konfrontation mit Nellys Erfahrungen im KZ war zu groß. In Sylvies Kindheit und Jugend war Nellys Vergangenheit in der Familie ebenso wenig ein Thema wie ihre Beziehung zu Nadine. Das Publikum wird Stück für Stück Zeuge davon, wie Sylvie ihre Tabus überwindet und damit die Geschichte von Nelly und Nadine an die Öffentlichkeit bringt. Dies ist als Umsetzung des im Film gesprochenen Satzes „Nothing is true until it is socially expressed.“ (Deutsch: Nichts ist wahr, bis es nach außen hin zum Ausdruck gebracht wird.) zu sehen.
Der Film wurde von Ove Rishøj Jensen für Auto Images produziert. Die Stimmen von Nelly und Nadine wurden von den beiden belgischen Schauspielerinnen Anne Coesens und Bwanga Pilipili eingesprochen.

## Veröffentlichung
Nelly & Nadine erhielt eine Einladung in die Sektion Panorama Dokumente der Berlinale. Dort wurde das Werk am 11. Februar 2022 uraufgeführt.
Ein Kinostart in Schweden erfolgte am 11. März 2022 im Verleih von Doc Lounge. Der Kinostart in Deutschland war am 24. November 2022.

## Rezensionen
Die Historikerin Anna Hájková schrieb im Tagesspiegel: „Auch ich bin Fan, gerade weil der Film so direkt die überzeugende Geschichte einer großen lesbischen Liebe erzählt. „Nelly und Nadine“ beendet mit einem Schlag Jahrzehnte des Schweigens und der Scham, die seit dem Krieg angedauert haben. Und weil Gertten, der bereits zum dritten Mal mit dem Malmö-Material arbeitet, sein Handwerk beherrscht, ist es ein tolles, packendes Werk geworden ist. Ich habe Dutzende gut gemeinte, aber eher langweilige Dokumentarfilme zum Holocaust gesehen. Das ist keine kleine Sache.“

## Auszeichnungen
Im Rahmen der Berlinale 2022 ist Nelly & Nadine u. a. für den Berlinale Dokumentarfilmpreis sowie für den Teddy Award nominiert. Der Film wurde mit dem Teddy Award in der Kategorie Jury Award ausgezeichnet.